# Saudrenne (Boutonne)
Die Saudrenne ist ein Bach im Südwesten von Frankreich, der im Département Charente-Maritime der Region Nouvelle-Aquitaine nordöstlich der Stadt Saint-Jean-d’Angély verläuft.

## Geografie

### Verlauf
Die Saudrenne entspringt beim Ortsgebiet von Villemorin, entwässert generell in westlicher Richtung durch die Landschaft der Saintonge und mündet nach rund 14 Kilometern im Gemeindegebiet von Rives-de-Boutonne als linker Nebenfluss in einen Seitenarm der Boutonne.

### Orte am Fluss
(Reihenfolge in Fließrichtung)
- Villemorin
- Villarçay, Gemeinde Aulnay
- Grand Virollet, Gemeinde Paillé
- Nuaillé-sur-Boutonne, Gemeinde Rives-de-Boutonne
- Pouzou, Gemeinde Les Églises-d’Argenteuil